# Lampe
Lampe je priimek več znanih ljudi:

## Znani slovenski nosilci priimka
- Evgen Lampe (1874—1918), rimskokatoliški duhovnik, pisatelj, literarni kritik, urednik, politik, gospodarstvenik
- Frančišek Lampe (1859—1900), filozof, teolog, publicist, urednik, fotograf, čebelar
- Gorazd Lampe, kantavtor
- Ignac Lampe (1903—?),  mesar, partizan, Kočevski odposlanec
- Jana Lampe, humanitarna delavka (Karitas)
- Jure Lampe senior (*1948) večkratni motoristični prvak v različnih državah JU - LA
- Jure Lampe junior, judoist
- Jure Lampe (*1978), častnik SV
- Marko Lampe, filmski amater
- Milan Lampe, slikar, učenec T. Lapajneta
- Mira Lampe Vujičić (1951—2017), gledališka igralka
- Mojca Lampe Kajtna (*1970), slikarka, ilustratorka
- Nuša Lampe (*1975), judoistka
- Rok Lampe (*1973), pravnik, prof. za pravo človekovih pravic, civilno in gospodarsko pravo, teorijo socialne države
- Simon Lampe (1865—1940), benediktinec, misijonar v Severni Ameriki, poznavalec Očipvejščine
- Urška Lampe (*1987), zgodovinarka

## Znani tuji nosilci priimka
- Emil Lampe (1840—1918), nemški matematik
- Werner Lampe (*1952), nemški plavalec